# Sayyid Ahmad-xoʻja Ovliyoxoʻja Eshon oʻgʻli
Ahmadbek
Said Ahmad Xoʻja Eshon
Sayyid Ahmad-xoʻja Ovliyoxoʻja Eshon oʻgʻli, aussi appelé Ahmadbek, Said Ahmad Xoʻja Eshon ou Said Ahmad Hoʻja Eshon, est un homme politique boukhariote du beylicat de Mastchoh. Il est le bey de Mastchoh de 1920 à 1923.

## Biographie
Issu d'une famille influente des milieux religieux, Ahmad-xoʻja profite de la révolution d'Octobre pour prendre la direction du hameau de Bursa, près d'Isfana. La relation qu'il entretient avec le pouvoir soviétique est tendue, il fuit alors pour Mastchoh et créé un micro-état dont il prend la tête avec le titre de bey. L'état qu'il dirige entretient alors des relations avec la République socialiste soviétique autonome du Turkestan.
En mars et avril 1923, Mastchoh et Oburdon, où le beylicat avait étendu sa souveraineté, sont envahis par les bolchéviques et attachés au Turkestan. Ahmad-xoʻja continue à résister pendant un temps.

## Honneurs
La mosquée Said Ahmad Xoʻja Eshon de Marguilan porte son nom.